# Alticonodon
Alticonodon — рід вимерлих ссавців пізньої крейди Північної Америки. Це геологічно наймолодший з відомих евтриконодонтів і є більш спеціалізованою твариною, ніж попередні представники цієї клади.

## Опис
Alticonodon наразі є монотиповим родом, представленим виключно A. lindoei. Він відомий з відкладень формації Мілк-Рівер раннього кампану Альберти, Канада. Він відомий за двома екземплярами: фрагментом зубного ряду з двома молярами та ізольованим нижнім останнім моляром.

## Біологія
У порівнянні з більш ранніми евтриконодонтами, у Alticonodon корінні зуби краще спеціалізовані для зрізання. Оскільки евтриконодонти як група мали зрізальні корінні зуби через їх м'ясоїдні звички, можна зробити висновок, що алтіконодон був гіперхижаком. Цей екологічний вид міг виникнути внаслідок конкуренції з іншими ссавцями в регіоні, такими як різні метатерії.

## Екологія
Формація Мілк Рівер – це багате на скам'янілості середовище, яке вкривало прибережні та наземні відкладення. Включає кілька видів динозаврів, таких як Saurornitholestes і Acrotholus, а також низку інших хребетних, таких як крокодил Gilchristosuchus, різноманітні черепахи та риби. У фауні ссавців головним чином панували метатерії та багатобугоркові, як зазвичай для фаун ссавців пізньої крейди, але зберігалася різноманітність старших таксонів; крім Alticonodon, був також симетродонт Symmetrodontoides, Potamotelses і пікопсиди. Це були останні нетерианські ссавці (крім дуже успішних багатобугоркових) у Північній Америці, що свідчить про реліктовий елемент у фауні регіону.